# Contea di Greenwood (Carolina del Sud)
La contea di Greenwood (in inglese Greenwood County) è una contea dello Stato della Carolina del Sud, negli Stati Uniti. La popolazione al censimento del 2000 era di 66 271 abitanti. Il capoluogo di contea è Greenwood.

## Geografia
La contea si trova nel centro-ovest dello stato. Si tratta di un territorio prevalentemente collinare. A nord-est c'è il Lago Greenwood. Parte della Foresta nazionale di Sumter si trova nella contea.

### Contee confinanti
- Contea di Laurens - nord-est
- Contea di Newberry - est
- Contea di Saluda - sud-est
- Contea di Edgefield - sud
- Contea di McCormick - sud-ovest
- Contea di Abbeville - ovest

## Storia
La contea fu creata nel 1897 da parti delle contee di Edgefield e Abbeville e il suo nome descriverebbe il territorio (green significa verde e wood bosco/foresta).

## Comuni
L'unica city è Greenwood, il capoluogo.

### Towns
- Hodges
- Ninety Six
- Troy
- Ware Shoals (partly in Abbeville and Laurens counties)

### Census-designated places
- Bradley
- Cokesbury
- Coronaca
- Promised Land